# Route nationale 186
Pour les articles homonymes, voir Route 186.
La route nationale 186, ou RN 186, est une route nationale française qui fait le tour complet de Paris à une distance allant de quelques kilomètres (petite incursion dans le bois de Vincennes) à plus de 20 km du boulevard périphérique (vers Le Pecq), en traversant un certain nombre de communes de la banlieue parisienne.
Au départ, la RN 186 allait de Rueil-Malmaison à Versailles en contournant Paris. Le parcours de la RN 186 a été modifié ainsi :
- dans un premier temps, la RN 186 avait remplacé la RN 13 entre le pont de Chatou et Le Pecq lorsque la RN 13 et la RN 190 intervertirent leurs tracés. La RN 186 allait alors du Pecq à Versailles en contournant Paris ;
- ensuite, la section de Versailles à Port-Marly de la RN 184 a été renumérotée RN 186. La RN 186 faisait alors le tour complet de la banlieue parisienne à l'exception de quelques hectomètres à Port-Marly ;
- puis, la section du Pecq à Villeneuve-la-Garenne a été déclassée en RD 186 dans les Yvelines et en RD 986 dans les Hauts-de-Seine. En 2006, la RN 186 va donc du pont de l'île Saint-Denis à Port-Marly en contournant Paris.

Le décret du 5 décembre 2005 prévoit le déclassement de la RN 186 à l'exception du tronçon correspondant à l'ancienne RN 184 (de Versailles au Port-Marly).
La RN 186 a été renumérotée D 86 dans le Val-de-Marne (à l'exception de la section Rungis - Fresnes).
La description ci-après est faite à partir de la route nationale 1 au nord et dans le sens des aiguilles d'une montre (comme la numérotation des nationales au départ de Paris).

## Département de laSeine-Saint-Denis

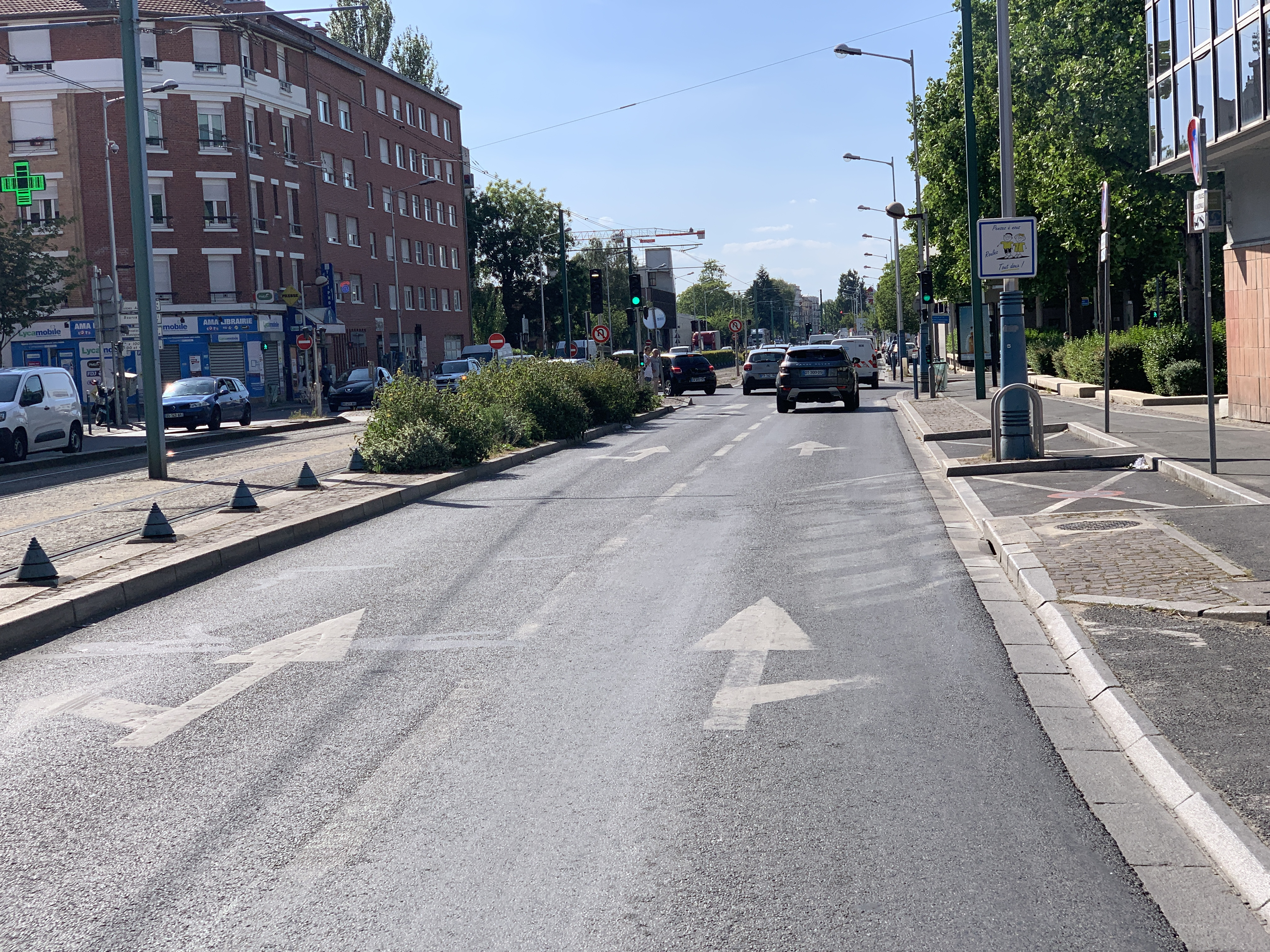
Rue de la Convention à
La Courneuve.

- Saint-Denis, place de la Porte de Paris
  - Rue Danielle-Casanova
  - avenue Paul Vaillant-Couturier, parcours confondu avec la RN 1
  - avenue Irène et Frédéric Joliot-Curie
  - route de La Courneuve
- La Courneuve
  - rue de Saint-Denis
  - place de l'Armistice, croisement avec la route départementale D 30 et D 901
  - rue de la Convention jusqu'au pont Palmers croisement avec la route départementale D 114
  - avenue Jean-Jaurès
  - place du 8 mai 1945, croisement avec la RD 932
  - avenue Lénine
- Bobigny / Drancy
  - rue de Stalingrad
  - place de l'Escadrille-Normandie-Niémen
  - avenue Paul Vaillant-Couturier (le long et parfois de part et d'autre de l'autoroute A 86)
  - place Saint-Just
- en limite entre Bondy et Noisy-le-Sec
  - pont de Bondy
  - route de Stains
  - croisement avec la RD 933
  - avenue de Rosny à Noisy-le-Sec
- Noisy-le-Sec
  - avenue de Rosny
- Rosny-sous-Bois
  - avenue du Général-de-Gaulle avec croisement avec la RD 902
  - rue du Général-Gallieni
  - rue Paul-Cavaré dans sa partie sud
  - avenue Jean-Jaurès

## Département duVal-de-Marne(D 86)
- Fontenay-sous-Bois

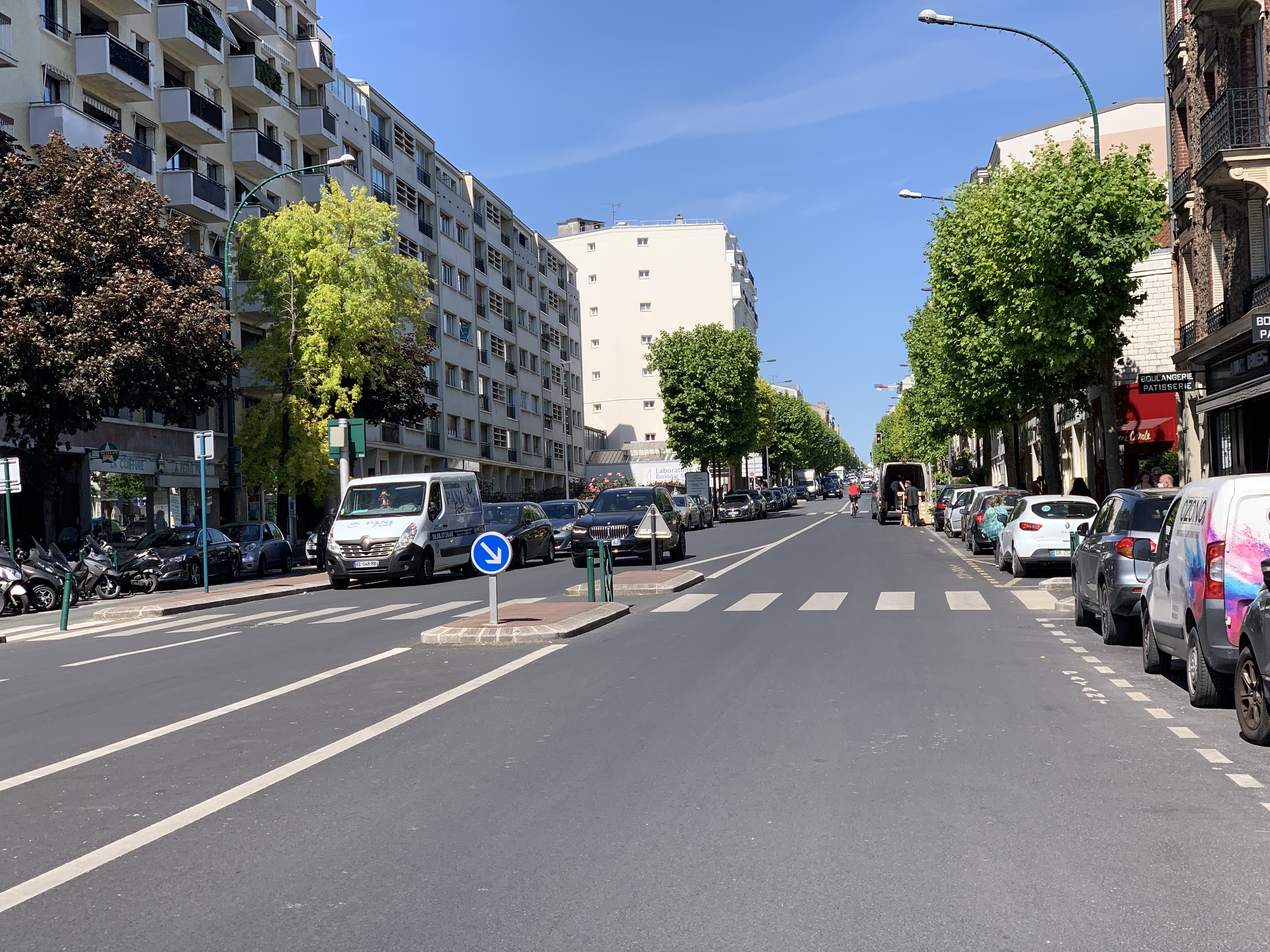
Boulevard de Strasbourg, Nogent-sur-Marne.

  - avenue du Maréchal-de-Lattre-de-Tassigny
- Le Perreux-sur-Marne
  - avenue du Général-de-Gaulle
  - boulevard Alsace-Lorraine, parcours confondu avec la RD 34
- Nogent-sur-Marne
  - boulevard de Strasbourg
  - place Pierre-Semard et séparation d'avec la RD 34
  - avenue de Joinville

## Paris
- Paris - Bois de Vincennes
  - avenue de Joinville
  - carrefour de Beauté, croisement avec la RN 4A
  - avenue du Tremblay

## Département duVal-de-Marne(D 86)
- Joinville-le-Pont
  - rue Chapsal, en partie
  - avenue Jean-Jaurès
  - rue de Paris
  - boulevard du Maréchal Leclerc
- Saint-Maur-des-Fossés
  - boulevard Maurice-Berteaux
  - place de la Croix Souris
  - rue du Pont de Créteil
  - pont de Créteil
- Créteil
  - avenue de Verdun
  - croisement avec la RD 19
  - rue des Mèches
  - route de Choisy

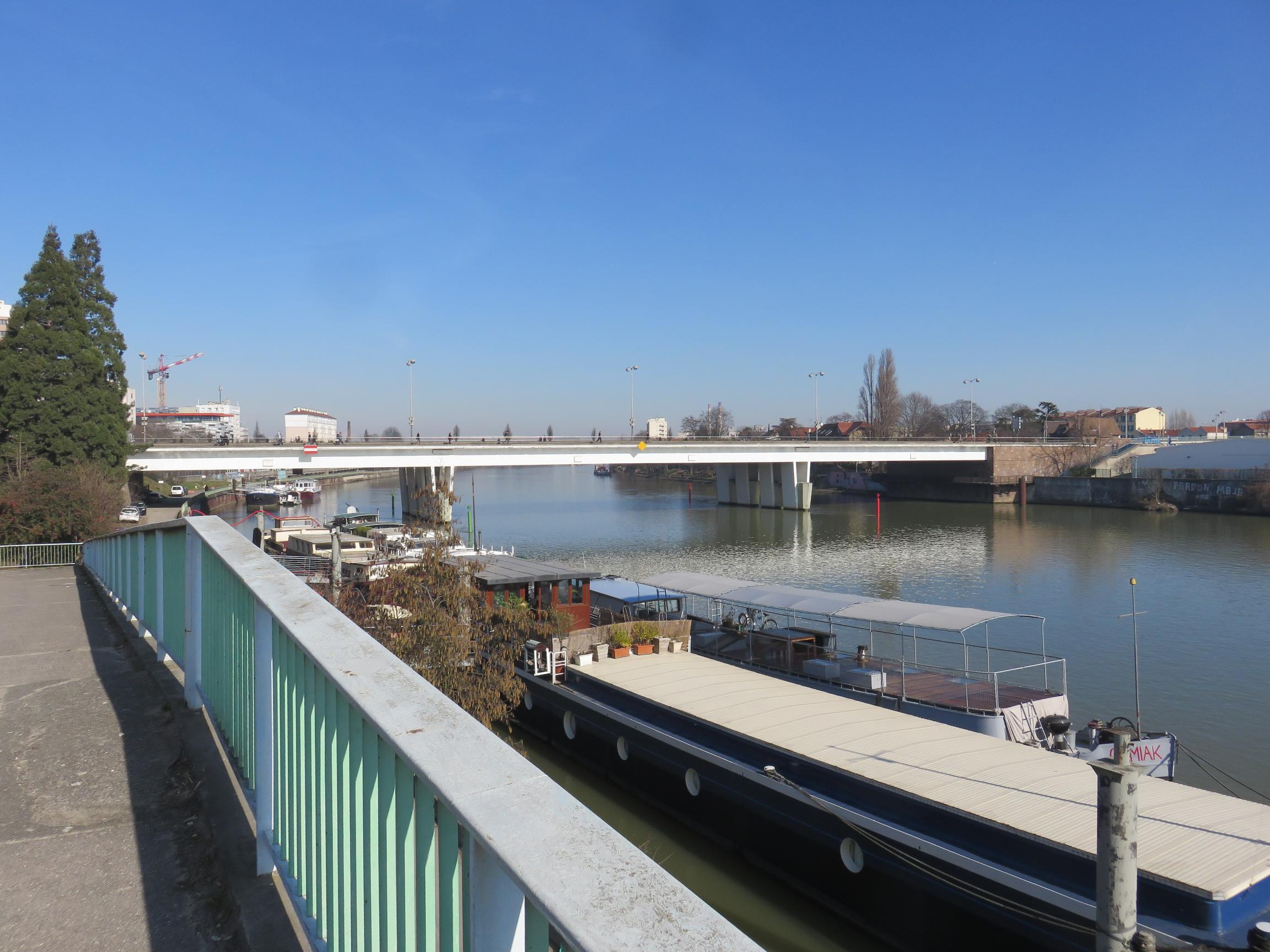
Pont de Choisy, Choisy-le-Roi.

  - carrefour Pompadour, croisement avec la RN 6
  - avenue de la Pompadour
- Choisy-le-Roi
  - avenue Victor-Hugo
  - pont de Choisy
  - avenue Jean-Jaurès
  - carrefour Rouget de Lisle, croisement avec la RD 5
  - avenue Gambetta
- Thiais[1],[2]
  - avenue Georges Halgoult
  - avenue de Versailles

Au niveau du plateau de Rungis, la RN 186 se confond avec l'autoroute A 86 qui émerge des tunnels sous Thiais et qui a été implantée en ses lieu et place. Elle perd alors ses caractéristiques communales précédentes en acquérant celles d’autoroute et traverse :
- Rungis, après avoir croisé la RD 7 en limite de Thiais et de Rungis[1],[2]
- Fresnes où elle enjambe l'autoroute A 6

La RD 86 reprend ses droits en longeant l'autoroute A 86 qui poursuit en tunnel sous Fresnes et Antony.

Elle continue la traversée de :
- Fresnes
  - avenue de la Division Leclerc
  - carrefour de la Déportation
  - avenue Paul Vaillant-Couturier

## Département desHauts-de-Seine
- Antony
  - avenue du Docteur-Ténine
  - place du Général-de-Gaulle avec croisement avec la RD 920
  - avenue du Général-de-Gaulle
- Châtenay-Malabry
  - avenue de la Division-Leclerc avec le carrefour du 11 novembre 1918
- Le Plessis-Robinson
  - rue du Général-Eisenhower
- Clamart
  - rue du Général-Eisenhower

## Département desYvelines

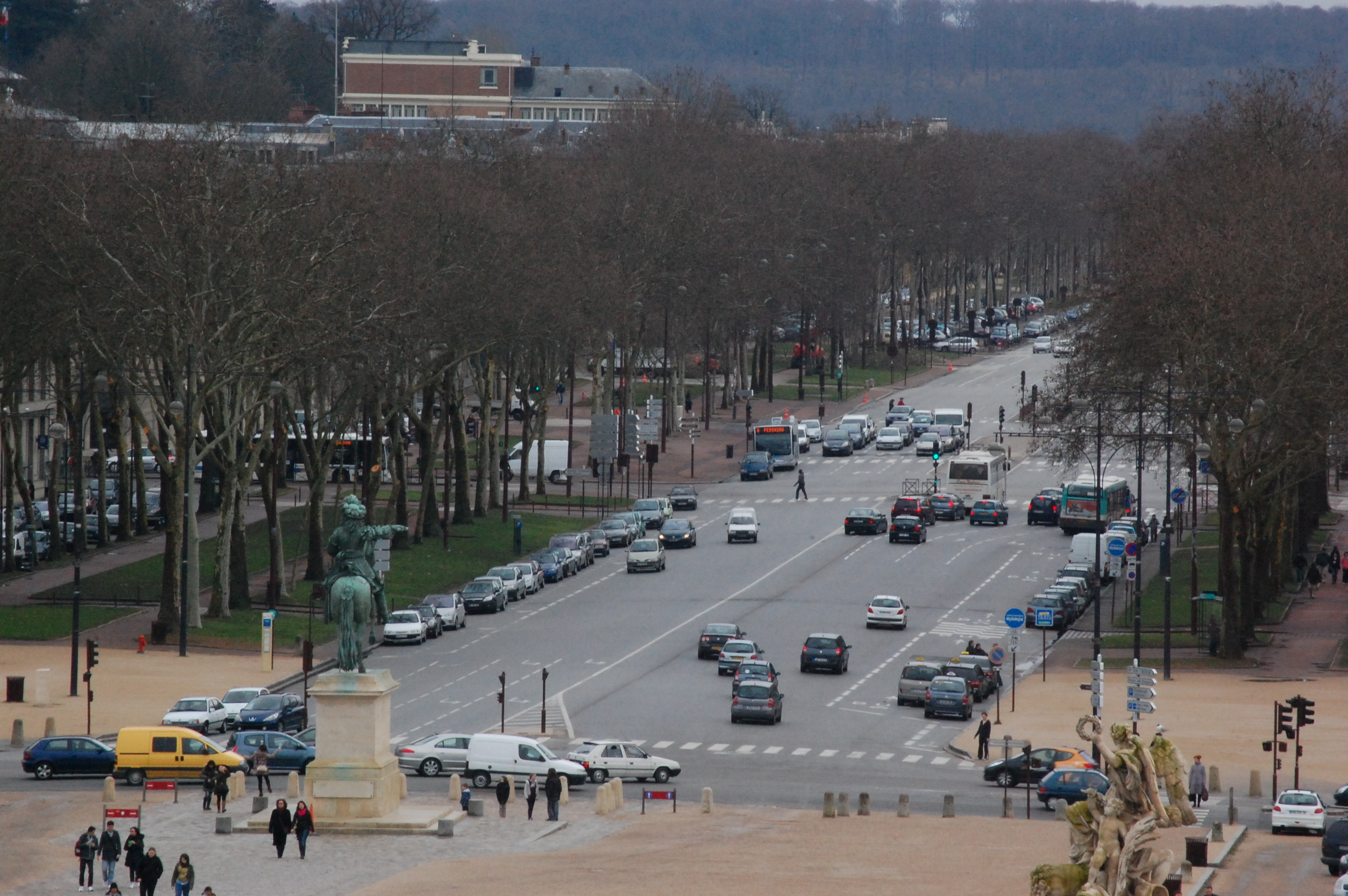
Avenue de Paris, Versailles.

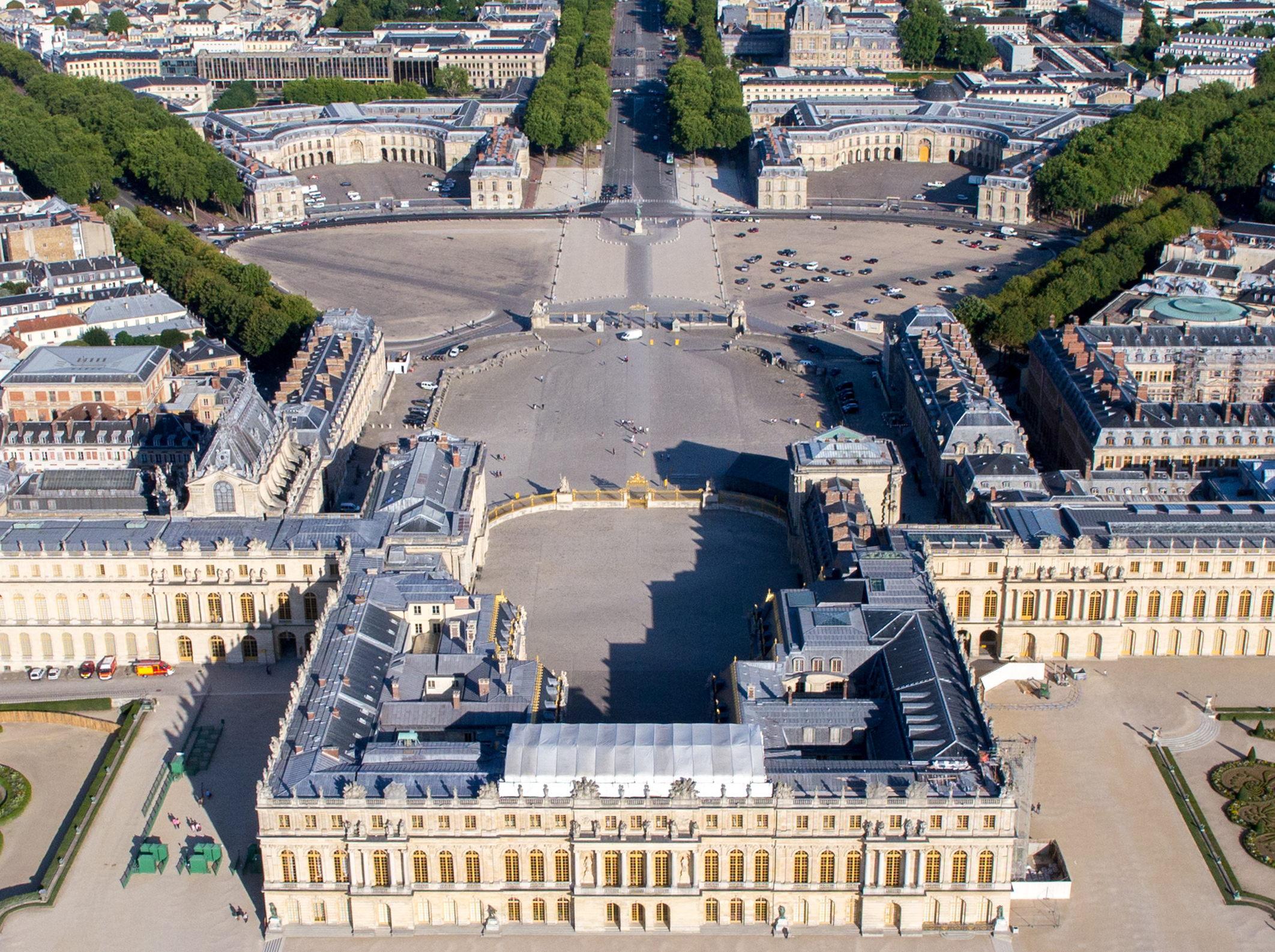
La place d'Armes, ouvrant sur l'avenue de Paris, Versailles.

Au niveau de l'échangeur avec la RN 118, la RN 186 se confond à nouveau avec l'autoroute A 86 le temps du plateau de Vélizy-Villacoublay.
Peu après la sortie n°31 de l'autoroute A86 Vélizy - Jouy-en-Josas, l'autoroute A86 devient la RN 286 (renumérotée RN 12 en 2006). La RN 186 est confondue pendant un petit kilomètre avec cette RN 286 et s'individualise pour traverser :
- Versailles
  - rue du Pont Colbert
  - rue des Chantiers
  - rue des États-Généraux
  - avenue de Paris où elle se confond avec l'ancienne RN 10 déclassée et devenue RD 10
  - Avenue Rockefeller
  - puis pour rejoindre la rue des Réservoirs et en raison de sens uniques, dans le sens sud-nord :
    - rue Carnot
    - place Hoche
    - rue Carnot

  - et, pour rejoindre l'avenue Rockefeller en venant de la rue des Réservoirs, dans le sens nord-sud :
    - place Gambetta
    - rue Robert de Cotte
    - avenue Nepveu Nord

  - boulevard du Roi
  - place de la Loi
  - boulevard Saint-Antoine
- Le Chesnay-Rocquencourt
  - route de Saint-Germain
  - route de Versailles où elle croise, par un échangeur, la route départementale RD 307, ancienne RN 307
- en limite entre La Celle-Saint-Cloud et Louveciennes
  - route de Versailles
- Louveciennes
  - route de Versailles
- en limite entre Louveciennes et Marly-le-Roi
  - route de Versailles
  - route de Marly
- Louveciennes à nouveau
  - route de Versailles
  - route de Saint-Germain
- en limite entre Marly-le-Roi et Le Port-Marly
  - route de Versailles
- Le Port-Marly
  - route de Versailles

À son arrivée en bord de Seine, la RN 186 se confond avec le RN 13 sur environ 500 mètres. Son parcours continue sous l'appellation RD 186 (route déclassée et confiée au département pour son entretien) :
- Le Pecq
  - avenue Charles de Gaulle
  - quai Maurice-Berteaux
  - pont Georges-Pompidou (pont du Pecq)
    - dans le sens Le Vésinet - Le Pecq, la route emprunte le quai Voltaire puis une épingle à cheveux la ramène sous le pont vers le quai Maurice-Berteaux

  - avenue Jean Jaurès
- Le Vésinet
  - boulevard Carnot
- en limite entre Le Vésinet et Chatou
  - boulevard Carnot, côté nord (Le Vésinet)
  - avenue du Maréchal Foch, côté sud (Chatou)
- Chatou
  - avenue du Maréchal Foch
  - pont de Chatou

## Département desHauts-de-Seine
- Rueil-Malmaison

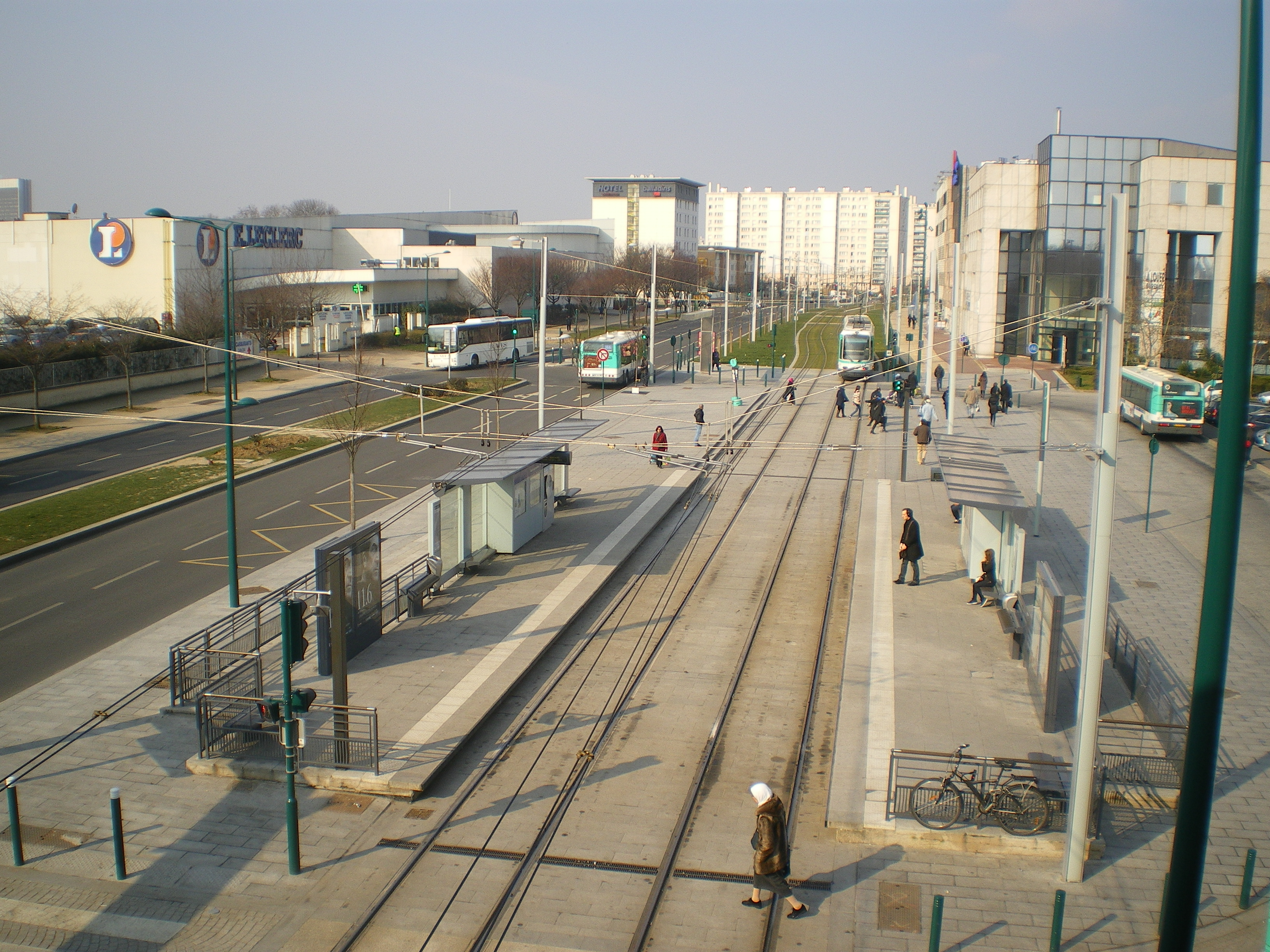
Avenue du Général-de-Gaulle (Gennevilliers).

  - avenue de Colmar où un échangeur va à nouveau la confondre avec l'autoroute A 86 pendant un kilomètre environ avant de se dissocier :
    - bretelle de sortie d'autoroute au sud, dans le sens Rueil-Malmaison - Nanterre
    - avenue de Chatou au nord, dans le sens Nanterre - Rueil-Malmaison
- Nanterre où le déclassement est fait en RD 986
  - au sud, sens ouest-est, le long de l'autoroute A 86
    - avenue Henri-Martin
    - avenue de la République

  - au nord, sens est-ouest
    - rue des Saules, sous l'A86, puis le long de l'autoroute A 86 :
    - rue du 1er mai
    - avenue de la Commune de Paris
    - avenue Benoît-Frachon
    - avenue du Parc de l'Île vers l'accès à l'autoroute autoroute A 86 vers Rueil

  - avenue de la République
- Colombes
  - rue Gabriel-Péri (ancienne rue de Saint-Germain), elle y croise la RN 192 aux Quatre-Chemins
  - rue du Bournard
  - Avenue de l'Agent-Sarre
- en limite entre Colombes et Bois-Colombes
  - Avenue de l'Agent-Sarre
- elle croise l'ancienne RN 309 aux Quatre-Routes à la limite des trois communes
- Asnières-sur-Seine
  - avenue de la Redoute
- Gennevilliers
  - avenue Lucien-Lanternier (ancienne avenue de Colombes)
  - rue Pierre-Timbaud (dans le sens est-ouest)
  - rue Félicie (dans le sens ouest-est)
  - rue Jules-Larose (dans le sens ouest-est)
  - rond-point Pierre-Timbaud, croisement avec l'ancienne RN 310
  - avenue du Général de Gaulle et croisement avec l'autoroute A 86
- Villeneuve-la-Garenne
  - avenue de Verdun (ancienne avenue de Gennevilliers)
  - pont de l'île Saint-Denis

## Département de laSeine-Saint-Denis
- L'Île-Saint-Denis
  - rue Méchin
  - pont de l'île Saint-Denis
- Saint-Denis
  - croisement avec la RD 914
  - rue du Port